# Лінивка-коротун сіроголова
Лінивка-коротун сіроголова (Nonnula rubecula) — вид дятлоподібних птахів родини лінивкових (Bucconidae).

## Поширення
Вид поширений у Південній Америці. Трапляється у двох основних ареалах: регіони центральної частини басейну Амазонки з Гвіанським нагір'ям; і на південному сході Бразилії, разом з Парагваєм та Аргентиною. Природними середовищами існування є субтропічні та тропічні вологі низинні ліси та субтропічні та тропічні болота .

## Опис
Це невеликий птах, завдовжки близько 14 см. Він має оперення коричневого забарвлення, з білуватим черевом і грудьми кольору кориці. Дзьоб чорнувато-сірий, довгий, тонкий і трохи зігнутий.

## Спосіб життя
Харчується комахами та їхніми личинками, та іншими дрібними членистоногими. Самиця відкладає 2 або 3 яскраво-білих яйця в інкубаційну камеру, викопану в землі, або в дуплах дерев.

## Підвиди
Описано сім підвидів:
- N. r. simulatrix Parkes, 1970 — південний схід Колумбії та північний захід Бразилії..
- N. r. duidae Chapman, 1914 — Венесуела на північ від річки Оріноко.
- N. r. interfluvialis  Parkes, 1970 — південь Венесуели (на південь від річки Оріноко) та північ Бразилії.
- N. r. cineracea Sclater, PL, 1881 — Північно-Східний Еквадор, Північно-Східне Перу та Західна Бразилія.
- N. r. tapanahoniensis Mees, 1968 — південь Гвіани і північ Бразилії.
- N. r. simplex Todd, 1937 — північ Бразилії.
- N. r. rubecula (Spix, 1824) — схід і південний схід Бразилії, схід Парагваю та північний схід Аргентини.